# Вечерня
Вече́рня (греч. Ὁ Ἑσπερινός; лат. vesperae) — богослужебное последование, восходящее к ранним векам христианства и сохранившееся во всех исторических церквах (т. е. сохранивших апостольское преемство), а также в «традиционных» протестантских сообществах (лютеранство, англиканство). Традиционное время совершения — около девятого часа дня (считая от примерно 6 часов утра, условного восхода солнца), то есть «вечером» (отсюда название). Некоторые песнопения вечерни имеют весьма древнее происхождение и восходят к первым векам христианства.

## История возникновения и развития

### Ветхозаветные корни
Законом Моисея предписывалось принесение трёх общественных жертвоприношений: вечером, утром и в полдень (Пс. 54:18). В то время отсчёт наступивших суток начинался не в полночь, как сейчас, а с вечера — с момента захода солнца (примерно в 18 часов). Поэтому суточный богослужебный круг начинается именно с вечерни.
Согласно Исх. 29:38—43 в жертву приносились один однолетний агнец без порока, хлеб, елей и вино. К этим жертвам присоединялось принесение фимиама (Исх. 30:7—8). Вечером ветхозаветные священники зажигали светильник в скинии собрания, огонь в котором должен был поддерживаться до утра (Исх. 27:20—21). Такой порядок жертвоприношений сохранялся в Иерусалимском храме до его разрушения в 70 году.
Вместе с тем, пророки указывали, что молитва Богу не менее ценна, чем жертвоприношение и каждение. В частности, в 140-м псалме Давид молит: «Да направится молитва моя, как фимиам, пред лице Твое, воздеяние рук моих — как жертва вечерняя» (Пс. 140:2).
Поскольку первые иерусалимские христиане продолжали соблюдать закон Моисея, их вечерние богослужения могли вдохновляться храмовыми жертвами. В дальнейшем иерусалимские христианские традиции распространялись по другим поместным церквам. В частности, в большинстве богослужебных традиций существовал (и/или сохраняется) обряд благословения вечернего света (параллель с возжжением светильника в скинии) и пение 140-го псалма.

### Агапа
Помимо ветхозаветных корней, вечерня имеет и новозаветную первооснову — агапу. В первые века христианства евхаристия соединялась с агапой, но, начиная со II века на Западе, а с III века на Востоке происходит отделение Вечери Господней от обычной трапезы. Отделённая от евхаристии агапа постепенно приобретала собственный чин. Впервые особый чин агапы упоминается Тертуллианом:

У нас существует род кассы… собранное… употребляется для пропитания и погребения бедных, для воспитания сирот, для старцев… Что бы ни стоили вечери наши, выгода в том, что мы издерживаемся во имя благочестия на неимущих, ибо мы приносим им пользу угощением… Мы садимся за стол не иначе как помолившись Богу; вкушаем столько, сколько нужно для утоления голода; пьём как приличествует людям, строго соблюдающим воздержание и трезвость… беседуем, зная, что Бог всё слышит. По омовении рук и возжжении светильников, каждый вызывается на середину воспеть хвалебные песни Богу, извлечённые из Священного Писания или кем-нибудь сочинённые. Вечеря оканчивается, как и началась, молитвою.
— Тертуллиан. Апологетика. — Гл. 39.
Из этого отрывка видно, что на благотворительной трапезе пелись гимны, совершались молитвы, а также зажигались светильники, что уже напрямую роднит агапу с вечерней.
В Александрийской церкви разрыв евхаристии с агапой произошёл в III веке. Климент Александрийский не различал их, а уже его ученик Ориген упоминал агапы только в качестве поминальных и благотворительных обедов:

Мы совершаем память святых и родителей наших… Когда совершается память их, мы призываем благочестивых вместе со священниками и угощаем верующих, При этом мы питаем бедных и неимущих, вдов и сирот — так, чтобы празднество наше служило в воспоминание и упокоение души, память которой совершается.
Окончательно агапа деградировала в результате государственного признания христианства, после чего в Церковь хлынул поток бывших язычников. В этих условиях агапы вырождались в обычные попойки, лишённые всякого благочестия. Иоанн Златоуст ещё позволял собираться для поминальной трапезы на могиле мученика, а Амвросий Медиоланский запретил агапы в Милане, о чём свидетельствует в «Исповеди» (6:2) блаженный Августин. В карфагенской церкви агапы были отменены собором 419 года, а на латинском Западе они продержались ещё несколько веков (их запрещали последовательно Литтихский собор 743 года, Ахенский собор 846 года).
Исчезнув из богослужебной практики, агапа оставила ряд следов в богослужении:
- благословение хлебов, вина и елея на литии, присоединяемой к великой вечерне или к великому повечерию,
- благословение артоса после пасхальной литургии и его последующая раздача верным в светлую субботу,
- благословение пасхальной трапезы (куличей, пасх, яиц),
- соблюдаемый в монастырях чин панагии,

а также поминки (иногда неконтролируемые), имеющие вполне церковную первооснову (чин над кутиею в память усопших).
Вынесение агапы за пределы богослужения привело к возникновению собственно вечерни.

### Возникновение вечерни
Первый чин собственно вечерни находится в «Канонах Ипполита Римского» (середина III века). Структура первоначальной вечерни схематически выглядит так:
- вход епископа и диакона; диакон вносит в собрание светильник;
- епископ благословляет верных «Господь с вами» и призывает «Возблагодарим Господа» (схоже с евхаристическим каноном), после ответного народного возгласа «Достойно и праведно» читает особую вечернюю молитву;
- благословение хлебов, народное пение псалмов и гимнов;
- благословение народа и отпуст[3].

«Апостольские предания» (III век) подробно описывают суточный круг христианских богослужений. Большинство из них ещё являлись личными молениями, но вечерняя служба девятого часа «большим молением и большим благословением», что выделяет её над предшествующими часами. «Каноны Ипполита» и «Апостольские предания» дают почти тождественный текст вечерней молитвы епископа:
Благодарим Тебя, Господи, через Сына Твоего Иисуса Христа, Господа нашего, через Которого Ты просветил нас, являя нам свет нерушимый. И так как мы провели день и пришли к началу ночи, насыщались дневным светом, который Ты сотворил для нашего удовлетворения и так как ныне по Твоей милости не имеем недостатка в вечернем свете, то мы восхваляем и славим Тебя через Сына Твоего Иисуса Христа…
Таким образом, уже в III веке была сформулирована одна из основных идей вечерни: зажжённый посреди ночной тьмы светильник предображает Христа, ставшего для Своих верных Солнцем правды и Светом истинным. В IV веке, когда христианство было окончательно признано в Римской империи, вечерня стремительно превращается в одно из основных общественных богослужений. Описания или указания на вечерню встречаются у Евсевия Кесарийского, Василия Великого, Григория Нисского. Подробное описание вечерни в Иерусалимской церкви конца IV века приводится в «Паломничество Эгерии», а в Антиохийской — в «Апостольских постановлениях». В частности, Эгерия сообщает, что светильник вносился в храм Воскресения из Гроба Господня, что указывает на формирование будущей церемонии Благодатного огня.
В итоге, вечерня, реконструируемая по источникам IV века, выглядела так:
- светильничный псалом (140, по мере развития чина оттеснён в середину вечерни, а предварительным стал 103);
- другие псалмы и антифоны;
- вход епископа и диакона (нынешний вечерний вход на «Свете тихий»);
- паремии;
- великая ектения;
- вечерняя молитва епископа и молитва главопреклонения;
- благословение и отпуст[4].

В IV веке уже существовал гимн «Свете тихий», сопровождающий вечерний вход со светильником. Василий Великий (умер в 379 году) упоминает эту песню:

Отцы наши не хотели в молчании принимать благодать вечернего света, но при явлении его немедленно и благодарили… народ возглашает древнюю песнь… А если кому известна и песнь Афиногена… то он знает, какое мнение о Духе имели мученики.
— Василий Великий. «О Святом Духе к Амфилохию», гл. 29
На основании этих слов в греческих Церквах принято приписывать авторство «Свете тихий» священномученику Афиногену Севастийскому, и так она подписана в греческих богослужебных книгах. Между тем, есть основания полагать, что этот гимн ещё более древнего происхождения и восходит к Григорию Неокесарийскому (середина III века). В любом случае, «Свете тихий» является самой древним из не-библейских песнопений вечерни.

### Дальнейшее развитие
В V веке в результате христологических споров общение с Единой Церковью разорвали Древневосточные церкви, развитие их литургики шло в дальнейшем независимо от традиции византийского обряда. Своим путём пошло также развитие латинских обрядов на Западе. В дальнейшем описывается развитие только вечерни византийского обряда.
Решающее воздействие на формирование вечерни в современном виде оказала традиция Иерусалимской церкви и палестинского монашества. Иерусалимская вечерня V―VII веков, известная благодаря армянскому и грузинскому переводам Лекционария и Часослова, уже очень похожа на современную: читаются степенны — псалмы 18 кафизмы (119—133, они сохранились на своём месте на литургии преждеосвященных даров), поются или читаются «Сподоби, Господи» и песнь Симеона Богоприимца, Трисвятое и «Отче наш» (между ними помещалась молитва, из которая родилась современная «Пресвятая Троице»), а также 120 псалом с гимнографическими припевами (из которых родились современные стихиры на стиховне).
Самая ранняя из греческих рукописей палестинского Часослова (IX век) уже содержит все современные чтения и песнопения вечерни: предначинательный псалом (103), степенны, «Господи, воззвах» (140, 141, 129 и 116 псалмы, но ещё без стихир), «Свете тихий», «Сподоби, Господи», песнь Симеона Богоприимца, Трисвятое, «Отче наш». Палестинское чинопоследование вечерни было заимствовано студийскими монахами и к концу XII века вытеснило константинопольскую соборную практику, от последней в современной вечерне остались ектении и тайные священнические молитвы. В период IX—XII века в Студийском монастыре окончательно сформировалась современная вечерня, дополненная обширной гимнографией. Именно студийцами в вечерню введены три изменяемых цикла песнопений:
- стихиры на «Господи, воззвах»,
- стихиры на стиховне,
- тропари после «Отче наш»[2].

## Православие и католичество (византийский обряд)

### Время совершения
По смыслу вечерня должна совершаться на заходе солнца, то есть перемещаться вместе с увеличением или уменьшением светового дня. В современной практике Русской православной церкви (как монастырской, так и приходской) вечерня совершается в фиксированное время вечером (начинается чаще всего в 17 часов), независимо от времени заката солнца. Однако при соединении с литургией переносится на более раннее время, следуя непосредственно за часами и изобразительными (примерно в 11 часов). Вечерня является первым богослужением суточного круга, так что литургическая тема каждого дня начинается именно на вечерне, совершаемой накануне. Исключением являются дни Страстной седмицы (богослужебный день начинается с утрени и заканчивается повечерием), Светлое Воскресение (первая пасхальная служба начинается с полунощницы), навечерия Рождества Христова и Богоявления (день начинается утреней и заканчивается вечерней, совмещённой с литургией), Рождество Христово и Богоявление (день начинается с повечерия).
В приходской практике Русской православной церкви вечерня обычно объединена с утреней, последняя тем самым перемещена на вечер предыдущего дня. В современной практике греческих Церквей вечерня совершается вечером, а утреня — утром, перед литургией. Исключения из этой практики предписываются Типиконом:
- будние дни Великого поста и особые постные дни: Великие понедельник, вторник, среда, четверг и суббота. В этих случаях вечерня соединяется с часами и изобразительными (они предваряют её), а затем переходит в литургию (в среду и пятницу шести недель Великого поста и в перечисленные особые постные дни);
- вечерня Великой пятницы приурочена к девятому часу, считая от восхода солнца (часу крестной смерти Спасителя), и оказывается в середине дня (около 14—15 часов);
- вечерня в день Пятидесятницы совершается сразу после литургии, то есть в середине дня;
- в случае, если навечерия Рождества Христова и Богоявления совпадают с будними днями, то вечерня соединяется с часами и изобразительными (они предваряют её), а затем переходит в литургию;
- в случае, если навечерие Рождества Христова или Богоявления совпадают с субботами или воскресеньем, то вечерня совершается не перед литургией, а после неё, то есть в середине дня.

### Виды
- Вседневная вечерня (чин изложен в 9-й главе Типикона) — должна совершаться накануне седмичных дней и субботы в тех случаях, когда на них не выпадает никакого праздника с полиелеем или бдением[2]. В дни многодневных постов на «аллилу́йной службе» «вседневная вечерня» имеет постово́е окончание — пение с земными поклонами «Богородице Дево», «Слава..», «Крестителю Христов…», и с молитвой Ефрема Сирина.
- Великая вечерня (Типикон, гл. 2, 3, 4, 5, 7, 15, 48, 49, 50) — вечерня праздничная. Отличие великой вечерни от вседневной состоит в том, что сугубая ектения переносится в середину службы и возглашается перед «Сподоби, Господи» с добавлением 2 начальных прошений (как на Литургии)[2]. Совершается вечером:

1. накануне бденных или полиелейных (великих и средних) праздников,
2. накануне всех воскресных дней — в субботы,
3. в день Господского праздника[6], а также в Неделю Антипасхи[7];
4. накануне Преполовения Пятидесятницы, накануне Отдания Пасхи, на Новолетие — 31 августа (13 сентября) (по современной приходской практике служба Новолетия может совершаться в гражданский Новый год, то есть 18 (31) декабря),
5. накануне храмовых праздников,
6. каждодневно в Светлую седмицу, но с особым пасхальным началом, и без Псалма 103 и «Блажен муж» (или рядовой кафизмы).

Великая вечерня совершается утром, если:
1. соединяется с Литургией Преждеосвященных Даров,
2. соединяется с Литургией Василия Великого — в Навечерие (Сочельник) Рождества Христова и Богоявления, кроме случаев, когда сочельник попадает на субботу или на воскресенье (в этом случае литургия Василия Великого совершается в сам праздник Рождества или Богоявления), в Великий Четверг и Великую Субботу,
3. соединяется с Литургией Иоанна Златоуста, когда Благовещение выпадает на один из седмичных дней Великого поста,
4. в День Святой Троицы — сразу после Литургии.

- Малая вечерня (Типикон, гл. 1, 2, 3, 4, 15, 48, 49, 50) — должна совершаться перед каждым всенощным бдением. В отличие от вседневной, не читаются светильничные молитвы, отменяются все ектении (только в конце, перед отпустом, прибавлена сокращённая сугубая ектения, названная в уставе «малой»), кафизма отсутствует, на «Господи, воззвах» поются только 4 стихиры, прокимен поётся только с одним стихом.

В традиции некоторых Православных Церквей, в том числе Русской, накануне дней, когда согласно Уставу «служится бдение», Великая вечерня соединяется с Утреней и Первым часом и входит в состав Всенощного бдения.

### Великая и вседневная вечерня
Последовательность в приведённой таблице не содержит последования литии.
| Великая вечерня | Комментарии ко вседневной вечерне |
| --- | --- |
| Если вечерня начинает всенощное бдение, то совершается каждение алтаря при открытых царских вратах. | Каждения нет |
| Если вечерня начинает всенощное бдение, то диакон (по уставу — кандиловжигатель), возглашая: «Востаните!» — возвышает свечу, показывая её молящимся. Хор отвечает: «Господи, благослови!» | Опускается. |
| Если вечерня начинает всенощное бдение, то священник (изображая кадилом знак креста) произносит возглас: «Слава Святей, и Единосущной, и Животворящей, и Нераздельней Троице всегда, ныне и присно и во веки веков». Если вечерня не входит в состав всенощного бдения, этот возглас произносится в начале утрени, а в начале вечерни в таком случае произносится обычный возглас: «Благословен Бог наш…» | Обычный возглас: «Благословен Бог наш…», а затем обычное начало. |
| На всенощном бдении трёхкратный призыв «Приидите, поклонимся…» поётся клириками и завершается четвёртым «Приидите, поклонимся и припадем к Нему». Если всенощного бдения нет, то троекратное «Приидите, поклонимся…» читается. | На вседневной вечерне совершается трёхкратно чтецом. |
| Пение предначинательного 103 псалма согласно Типикону начинается настоятелем, а затем продолжается попеременно двумя хорами; в приходской практике совершается хором, а настоятель в это время окаждает храм и молящихся. Если же бдения нет, то псалом не поётся, а читается, и каждения в это время не бывает. | 103 псалом читается, а не поётся. |
| В случае всенощного бдения священник в алтаре читает светильничные молитвы, их семь по числу библейских дней творения. Если всенощного бдения нет, то священник читает светильничные молитвы перед царскими вратами во время чтения предначинательного псалма. | На вседневной вечерне светильничные молитвы читаются священником перед царскими вратами во время чтения предначинательного псалма. |
| Великая ектения (впервые формулируется в Апостольских постановлениях, IV век). Возглашается диаконом или священником (когда диакона нет): «Миром Господу помолимся…» Состоит из 12 прошений. | |
| Стихословие (пение) кафизмы (несколько псалмов). На всенощном бдении под воскресенье (то есть в субботу вечером) поётся вся первая кафизма, разделённая на три антифона: Пс 1 — 3; 4 — 6; 7 — 8. На великой вечерне под праздники (то есть совершаемой накануне праздничного дня) поётся только первый антифон: Пс 1 — 3. Вечером в воскресенья и праздники кафизма отменяется по Типикону. | В зимний период года (начиная с понедельника после недели по Воздвижении), а также в период Великого поста читается 18-я кафизма (Пс 119—134), в другое время года — рядовая кафизма, согласно расписанию чтения кафизм в течение недели (Типикон. Гл. 17). Вечером в воскресенья и праздники кафизма отменяется. |
| Малая ектения. Если нет кафизмы, то малая ектения опускается. | |
| «Господи, воззвах» — поются и/или читаются псалмы 140, 141, 129 и 116 со стихирами (в зависимости от дня недели, праздника и времени года их может быть 3, 6, 8 или 10, отсюда происходит название служб «на шесть», «на восемь»). В это время диакон совершает полное каждение алтаря и храма. В приходской практике поётся количество стихир (меньшее), достаточное для каждения храма. Стихира на «Слава» называется славник, на «и ныне» — богородичен (или крестобогородичен). Богородичны на воскресной вечерне содержат догматическое определение Халкидонского собора о двух природах во Христе и поэтому называются догматиками. 140 псалом является одним из древнейших песнопений вечерни, занимая в ней место с IV века, и напоминает о христианской молитве, заменившей ветхозаветные жертвы. Помимо догматиков, известны и другие стихиры на «и ныне», например приписываемая Кассии стихира Великой среды, «Днесь благодать Святаго Духа нас собра» Вербного воскресенья и т. д. | |
| \| Во время пения догматика совершается вечерний вход клириков с кадилом (и Евангелием, если на вечерне полагается его чтение). Во главе процессии идут свещеносцы с зажжёнными свечами (ещё одно напоминание о внесении светильника в богослужебное собрание, с которого собственно и зародилась вечерня[2]). Священник тихо произносит молитву входа и благословляет вход, после этого диакон возглашает «Премудрость, прости!», призывая всех быть внимательными. Изначально этим входом вечерня начиналась, по мере развития богослужебной практики она была дополнена предшествующими псалмами, так что вход оказался в середине службы[2]. \| | Не совершается (вечером в воскресенья Великого поста и в Неделю сыропустную бывает вход, хотя вечерня и не является великой). |
| Пение «Свете тихий» — древнейшего из небиблейских гимнов вечерни. | |
| Пение вечернего прокимна, одного из семи в соответствии с днём недели. Исключения: великие прокимны, поющиеся в вечера двунадесятых Господских праздников (кроме Вербного воскресенья), Антипасху, Прощёное воскресенье и пять воскресений Великого поста. | |
| Чтение паремий. Совершается в великие (в том числе двунадесятые), храмовые праздники, в дни памяти некоторых святых, во дни Страстной седмицы, в навечерия Рождества Христова и Богоявления. | Только в будние дни Великого поста. |
| Чтение Евангелия в первый день Пасхи вечером или если великая вечерня переходит в Литургию. | Не бывает. |
| Сугубая ектения (известна с IX-X веков, в своём современном виде установилась к XV веку). | Переносится в конец вечерни в сокращённом виде (без первых двух прошений). |
| Пение вечерней молитвы «Сподоби, Господи» — перифраз библейских стихов Дан. 3:26, Пс. 32:22, Пс. 118:12, Пс. 137:8, известна на Востоке в VII веке, а первоначальный текст находится в «Апостольских постановлениях» (IV век). | Здесь читается. |
| Просительная ектения (практически в современном виде приводится в «Апостольских постановлениях», примечательно, что она находится там именно в чине вечерни и утрени, а, следовательно, в литургию она была введена позднее). Возглас священника по ектение: «Яко благ и Человеколюбец Бог еси…» Хор: «Аминь» Священник: «Мир всем» Хор: «И духови твоему» Священник начинает тайно читать молитву главопреклонения: «Господи Боже наш, приклонивый небеса и сошедый на спасение рода человеческаго», заменившую древнее возложение епископом рук на каждого из молящихся. В это время: Диакон: «Главы наши Господеви приклоним» Хор: «Тебе, Господи» Священник: «Буди держава Царствия Твоего…» | |
| Пение «стихир на стиховне» | |
| «Ныне отпущаеши», или Песнь Симеона Богоприимца Лк. 2:29-32. По Уставу читается, но на всенощном бдении обычно поётся. | |
| Трисвятое, «Пресвятая Троице», «Отче наш». | |
| Открываются Царские врата. Пение тропарей. Тропари праздника или святого из Минеи, «Слава, и ныне», богородичен из III приложения Минеи по гласу тропаря. На воскресном бдении здесь «Богородице Дево, радуйся» 3 раза. На бдении в другие дни тропарь святому дважды, «Богородице Дево, радуйся» 1 раз. | Тропарь святому из Минеи, «Слава», тропарь второму святому, если есть, «и ныне», богородичен из IV приложения Минеи а) по гласу первого тропаря, или б) по гласу «Славы», если есть второй тропарь. |
| Трёхкратное «Буди имя Господне благословенно отныне и до века» (Пс. 112:3) и псалом 33 (точнее его первые стихи Пс. 33:2-11, «Благословлю Господа на всякое время…» — поются или читаются, в будние дни Великого поста псалом читается полностью). Священник: «Благословение Господне на вас…» Хор: «Аминь» | Сугубая ектения. Возглас священника по её окончании: «Яко милостив и Человеколюбец Бог еси…» |
| | Диакон: «Премудрость» Хор: «Благослови» Священник: «Сый благословен…» Хор: «Аминь», «Утверди, Боже…» |
| Во время пения догматика совершается вечерний вход клириков с кадилом (и Евангелием, если на вечерне полагается его чтение). Во главе процессии идут свещеносцы с зажжёнными свечами (ещё одно напоминание о внесении светильника в богослужебное собрание, с которого собственно и зародилась вечерня). Священник тихо произносит молитву входа и благословляет вход, после этого диакон возглашает «Премудрость, прости!», призывая всех быть внимательными. Изначально этим входом вечерня начиналась, по мере развития богослужебной практики она была дополнена предшествующими псалмами, так что вход оказался в середине службы. | |

### Особенности некоторых вечерен
- На всенощных бдениях (на двунадесятые, великие и храмовые праздники, а также в воскресные дни) в состав вечерни включается лития с благословением хлебов, пшеницы, вина и елея (осталось со времён агапы).

- Многочисленные особенности имеет великая вечерня Великой пятницы, во время которой совершается вынос плащаницы.

- Совершенно по особому совершаются вечерни, соединяемые с полной Литургией или с литургией Преждеосвященных Даров.

- В светлую седмицу вечерни начинаются с пасхальных запевов и не содержат кафизм.
- На аллилуйной службе вседневная вечерня имеет великопостное окончание:

После "Ныне отпущаеши" и по Трисвятом — тропари, глас 4-й: "Богородице Дево..." (поклон), "Слава" — "Крестителю Христов..." (поклон), "И ныне" — "Молите за ны..." (поклон), "Под Твое благоутробие прибегаем..." (без поклона), "Господи, помилуй" (40), "Слава, и ныне", "Честнейшую Херувим...", "Именем Господним благослови, отче". Иерей: "Сый благословен...". Чтец: "Аминь". "Небесный царю...". Иерей — Молитва Ефрема Сирина (с 16 поклонами). Чтец: "Аминь". Конечное Трисвятое. По "Отче наш", после возгласа "Господи помилуй" (12). Иерей: "Слава Тебе Христе Боже...". Хор: "Слава, и ныне", "Господи помилуй" (трижды), "Благослови". Отпуст великий. Многолетны. Исхождение в притвор на литию о усопших и конечный отпуст.

### Малая вечерня
Ныне сохранилась только в монастырской практике и служится перед Великой вечерней в те дни, когда совершается всенощное бдение. В такие дни обычная Великая вечерня совершается позднее и соединяется с утреней, а её обычное место во времени занимает малая вечерня. Она представляет собой сокращение вседневной вечерни: опускаются светильничные молитвы, все ектении (кроме сугубой), кафизма; сокращён прокимен и стихиры на «Господи, воззвах».

## Католичество (древневосточные обряды) и древневосточные церкви

### Армянский обряд
В Армянской апостольской церкви и Армянской католической церкви как правило, вечерня совершается накануне воскресных и праздничных дней, но опускается в будни. Чинопоследование схоже с иерусалимской кафедральной вечерней V-VII веков. В составе армянской вечерни:
- «Отче наш»,
- отрывок из 54 псалма («Я же воззову к Богу, и Господь спасёт меня. Вечером и утром и в полдень буду умолять и вопиять, и Он услышит голос мой» (Пс. 54:17-18),
- псалом 85 (перешёл из службы девятого часа),
- «Господи, воззвах» (в армянском варианте, это 139, 140 и 141 псалмы),
- «Свете тихий»,
- благословение вечернего света и ходатайственные молитвы,
- прокимен,
- просительная ектения,
- Трисвятое, псалом 120 с тропарём, «Отче наш» и отпуст[2].

### Восточно-сирийский обряд
В Ассирийской церкви Востока и Халдейской католической церкви вечерня совершается ежедневно, существует вседневная и воскресная (праздничная) вечерни. Последняя включает в себя:
- несколько псалмов и гимн, перешедшие в вечерню из девятого часа,
- принесение свечей и фимиама с гимном «К Тебе, Господи»,
- «Господи, воззвах» состоит из 140, 141, 118, 105 — 112 и 116 псалмов с «Аллилуйя» и антифоном,
- просительная ектения,
- Трисвятое и благословение народа,
- процессия с антифоном, «Аллилуйя» и «Отче наш».

Вседневная вечерня гораздо короче и состоит из Трисвятого, вечернего антифона, «Аллилуйя» и процессии с антифоном мученикам.

### Западно-сирский обряд
В Сирийской православной церкви, Сирийской католической церкви и Сиро-маланкарской католической церкви вечерня совершается ежедневно вместе с девятым часом. После начальных молитв, молитвы дня и респонсорного псалма (аналог прокимена) поются «Господи, воззвах», состоящий из 140, 141, 118, 105 — 112 и 116 псалмов с «Аллилуйя» и антифоном (как в восточно-сирском обряде). Характерна «седра» (молитва фимиама) — особенная молитва, сопровождающая каждение (сохранилась и в литургии апостола Иакова).

### Коптский обряд
В Коптской православной церкви и Коптской католической церкви сохранилось древнее последование вечернего собрания, состоящего из собственно вечерни, псалмодии и вечернего каждения. В современной практике вечернее собрание совершается только накануне дня, в который полагается литургия.
Коптская вечерня восходит к египетской монашеской практике IV-V веков и отличается крайней простотой. Вечерня состоит из начальных молитв, 12 неизменных псалмов (116 — псалом 128 без 118-го), чтения Евангелия, тропарей, многократного «Господи, помилуй», Трисвятого, «Отче наш» и отпуста.
Псалмодия включает в себя начальные молитвы, псалом 116, хвалитные псалмы (148 — 150) и гимны.
Вечернее каждение, в отличие от вечерни, имеет сложный чин и происходит от древнего кафедрального богослужения. В состав вечернего каждения входят: начальные молитвы; молитвы к Богородице и святым; «молитва кадила»; первое каждение и ходатайственные моления; Трисвятое и «Отче наш»; песнопения и Символ веры; второе каждение; благословение крестом и свечами; ектения; чтение  Евангелия с предварительной молитвой и «Аллилуйя»; третье каждение; «молитва разрешения»; поклонение Кресту и Евангелию; заключительное благословение.

### Эфиопский обряд
В Эфиопской православной церкви, Эфиопской католической церкви и Эритрейской католической церкви с древности вечерня совершалась ежедневно, в современной практике — накануне праздников и в период Великого поста. Праздничные и великопостные вечерни схожи, но существуют и некоторые отличия. Общий порядок вечерни таков:
- начальные молитвы;
- троекратно повторяемое последование (прошение, псалом с припевом и гимн); на праздничных вечернях используются 23, 92 и 140 псалмы, а на великопостных — первые два меняются ежедневно, а вместо 140-го читается покаянный псалом 50,
- благодарственная вечерняя песнь,
- чтение Апостола,
- песнь трёх отроков (отменяется в Великий пост) с последующим гимном,
- чтение Евангелия,
- вечерние молитвы и стихиры на псалмы 101 и 84,
- троекратная молитва ко Христу,
- заключительное благословение,
- славословие, Символ веры, «Отче наш» и отпуст[2].

## Католичество (римский обряд)
Вечерня входит в состав служб оффиция (после II Ватиканского собора — Литургии часов). Структура вечерни в латинском обряде весьма отлична от византийского.
В латинском обряде порядок совершения вечерни претерпел сложную эволюцию. Традиционная структура вечерни (после Тридентского собора до конца 1960-х годов) примерно такова:
- Deus, in adiutorium meum intende (входной версикул);
- Пять псалмов с (пятью) антифонами;
- Capitulum (краткое чтение из Библии);
- Гимн (перед ним — краткий респонсорий, после него — версикул);
- Магнификат с антифоном (литургическая и музыкальная кульминация вечерни);
- Preces (цикл кратких молитв и распевов, в т.ч. Kyrie eleison, Pater noster, Oratio propria; весь блок обрамлён версикулом Dominus vobiscum с ответом);
- Benedicamus Domino (заключительный версикул);
- Заключительные молитвы (например, Fidelium animae).

В результате литургических реформ II Ватиканского Собора чин вечерни сократился:
- Гимн
- 2 псалма и песнь из Нового Завета
- краткое библейское чтение, после которого может быть проповедь
- ответ (респонсорий)
- песнь Богородицы с антифоном (Магнификат)
- прошения, завершаемые молитвой Господней
- заключительная молитва и отпуст.

## Протестантизм

### Evensong — вечерня в Англиканской церкви иАнгликанском ординариате Католической церкви
В ходе английской Реформации архиепископ Кентерберийский Томас Кранмер издал обязательную для реформированной Англиканской церкви Книгу общих молитв (первый вариант — 1549, второй — 1552), содержащую, в числе прочих, вечерню. Англиканская вечерня (англ. evening prayer или англ. evensong) была создана в результате переработки католических вечерни и повечерия. В 1662 году была издана новая Книга общих молитв, формально остающаяся главной богослужебной книгой до настоящего времени.
Последование англиканской вечерни — смотри Вечерня (в Англиканской церкви)
Ежедневное совершение вечерни обязательно для клириков, но в первые века Реформации это богослужение действительно совершалось во всех приходских церквах. В настоящее время вечерня ежедневно служится только в кафедральных соборах. Вечерняя молитва используется мирянами в основном в качестве личного молитвенного правила, для клириков её совершение по-прежнему обязательно.

### Лютеранство
Первоначально вечерня сохранялась в структуре реформированных богослужений. Лютер сам положительно относился к этой службе, говоря, что она не содержит ничего, кроме Слова Божиего, гимнов и молитвы. Он только заменил «малые капитулы» римского бревиария на чтения текстов из Библии на родном языке. Древние мелодии для антифонов и кантиков были в дальнейшем адаптированы для евангелического богослужения. Помимо этого, рекомендовалось перед службой звонить в колокола (нем. kleine glocken). Тем не менее, в составе веспера сохранялись достаточно крупные фрагменты на латинском языке, что постепенно привело к исчезновению вечерни из литургической практики Евангелической Церкви. В XIX веке вечерня вновь была введена в состав лютеранских чинопоследований, впрочем и в настоящее время она проводится довольно редко.
Последовательность веспера включает пение псалмов, версикул, чтение из Библии и проповедь, кантики Магнификат и Nunc dimittis, заключительную молитву, Benedicamus и напутственное благословение.